# ۱۶۳۴ (میلادی)
۱۶۳۴ (میلادی) هزار و ششصد و سی و چهارمین سال تقویم میلادی است.

## درگذشتگان
- ۱۵ مه – هندریک آورکامپ، نقاش هلندی (ز. ۱۵۸۵)